# Marco Porcio Catón Saloniano
Marco Porcio Catón Saloniano (en latín, Marcus Porcius Cato Salonianus; n. 154 a. C.) fue un político romano del siglo II a. C.

## Familia y carrera política
Fue hijo de Catón el Censor y de su segunda esposa Salonia, hija de un escriba y cliente de aquel. Nació en el año 154 a. C. cuando su padre tenía ochenta años y unos dos años antes de la muerte de su medio hermano, Marco Porcio Catón Liciniano. Perdió a su padre cuando tenía cinco años de edad y vivió hasta alcanzar la pretura durante cuyo ejercicio murió. Recibió el sobrenombre de «Saloniano» para distinguirlo de su medio hermano mayor llamado igual.